# Хростково
Хростково (пол. Chrostkowo, нім. Horstfeld) — село в Польщі, у гміні Хростково Ліпновського повіту Куявсько-Поморського воєводства.
Населення — 368 осіб (2011).
У 1975-1998 роках село належало до Влоцлавського воєводства.

## Демографія
Демографічна структура станом на 31 березня 2011 року:
|          | Загалом | Допрацездатний вік | Працездатний вік | Постпрацездатний вік |
| -------- | ------- | ------------------ | ---------------- | -------------------- |
| Чоловіки | 188     | 41                 | 132              | 15                   |
| Жінки    | 180     | 38                 | 110              | 32                   |
| Разом    | 368     | 79                 | 242              | 47                   |